# Austroclemmus saltensis
Austroclemmus saltensis es una especie de coleóptero de la familia Endomychidae.

## Distribución geográfica
Habita en Argentina.